# Nel tuo sorriso
Nel tuo sorriso è un singolo del cantautore italiano Francesco Sarcina, pubblicato il 19 febbraio 2014 come terzo estratto dal primo album in studio Io.

## Descrizione
Scritto dallo stesso Sarcina, il singolo è stato presentato per la prima volta durante la sessantaquattresima edizione del Festival di Sanremo, dove si è classificato al decimo posto.
La canzone, una ballata rock, è dedicata al figlio Tobia.

## Video musicale
Il videoclip vede come unico protagonista Sarcina, il cui volto è inquadrato in primo piano e si sovrappone ad alcuni sfondi in bianco e nero.

## Classifiche
| Classifica (2014) | Posizione massima |
| ----------------- | ----------------- |
| Italia            | 47                |